# Света Троица (румънска църква в София)
Вижте пояснителната страница за други значения на Света Троица.
„Света Троица“, известна като Румънската църква (на румънски: Biserica ortodoxă română „Sfânta Treime” din Sofia), е църква на Румънската православна църква в българската столица София.

## История на общността
Румънската колония в София е основана от преселените от Македония етнически армъни (македорумъни) в периода между 1850 и 1903 г. През май 1894 година общността създава дружество „Съединение“ (Unirea) с цел развитието на образователни и културни дейности, чрез изграждане на сгради за румънско училище и църква в София. В 1895 година е открито румънското училище с директор Дину Лазареску Леканта, изпратен от Министерството на образованието в Букурещ. По късно Йоан Гюламила е един от председателите на дружеството. През 20-те години дейността на румънските училища и организации нараства. Асоциация на младите арумъни, базирана в София, е основана през 1923 година, като основната й цел е да поддържа арумънския език, както и арумънските традиции и обичаи. Преди 1960 година, след въвеждането на паспортите в България, арумъните са регистрирани като власи, а след това - като българи. В 1992 година в София е възстановена Арумънската асоциация.

## История на храма
Полагането на основния камък става на 9 май 1905 г. на мястото на дотогавашното консулство на Австро-Унгария. Храмът е построен от българския майстор Васил Глигов, по проект на архитект Фридрих Грюнангер, построил и Софийската синагога. Строежът е завършен през 1912 г. благодарение на щедрата помощ на румънската държава. Неговото откриване се забавя заради войните. През март 1918 г. тъй като Румъния е на страната на Антантата в Първата световна война Българската държава предоставя новоизградения храм на униатите в София. След войната храмът е върнат на румънците.
Храмът е в неовизантийски стил и е официално осветен на 6 декември 1923 г. По време на бомбардировките през март 1944 г. е бил разрушен централния свод и купола. През 1948 г. куполът е възстановен и църквата е реставрирана.
Сградата е разположена на улица „Княз Борис I“ № 152.

## Оформление
Конструкцията е корабна с три купола в румънския стил „Брънковяну“ от XVIII в. Има три Свети престола – централен, южен – посветен на Св. Архангел Михаил и Св. Архангел Гавриил и северен – на Св. Архидякон Стефан. Полилеите са от виенски кристал, а подът – от гладка мозайка. Стенописите са дело на известните майстори зографи – Вермонт, Артакино и проф. Серафим от Висшата академия за изкуства в Букурещ. Олтарът, амвонът, владишкият трон и други мебели са направени от висококачествена дъбова дървесина с прецизна резба. Те са дарение от различни храмове в Румъния.